# Mumadona Dias
Mumadona Dias was gravin van Portucale (Portugal) van ca.925 tot ca.968. 

## Biografie
Mumadona Dias was de dochter van een Galicische edelman Diogo Fernandes. Rond 925 huwde ze met graaf Hermenegildo Gonçalves. Na zijn dood ca.950 werd zij regentes voor hun zes kinderen.
Ze was een van de beroemdste en machtigste vrouwen in het noordwesten van het Iberisch schiereiland. Mumadona versterkte haar hoofdstad Guimarães, tegen de invallen van de Vikingen, met een kasteel. Ze liet er ook een klooster bouwen, waar ze zich in 968 terugtrok.
Haar zoon Gonçalo Mendes volgde haar op.